# Tōyako (Hokkaidō)
Tōyako (jap. 洞爺湖町, -chō) ist eine japanische Stadt am Tōya-See (Tōya-ko) auf Hokkaidō, dessen Namen sie trägt. Sie liegt im südlichen, zur Unterpräfektur Iburi gehörenden Teil des Abuta-gun im Südwesten der Insel.

## Geographie
Das Gebiet Tōyakos erstreckt sich am Westufer des Sees bis zur Meeresküste im Südwesten. Nördlich liegt Rusutsu und im Westen Tōyoura.
Wie die Insel Hokkaidō im Allgemeinen ist auch Tōyako ländlich geprägt und mit 61,6 Einwohnern/km² gerade für japanische Verhältnisse eher dünn besiedelt. Während die Landschaft des südlichen Teils bei Abuta stark durch die Berge bestimmt wird, die den See vom Meer trennen, ist der Norden des Gebiets flacher und ermöglicht Landwirtschaft.

## Geschichte
Tōyako entstand am 27. März 2006 durch Zusammenfassung der Chō Abuta (虻田町, Abuta-chō; 2004: 7.811 Einwohner) und dem Mura Tōya (洞爺村, Tōya-mura; 2004: 2.221 Einwohner). Dies geschah nach einem Referendum in beiden Gemeinden im Februar 2005. Damit ist durch Wiedervereinigung der Zustand von 1920 wiederhergestellt, als Abuta und Tōya getrennt worden waren.
Am 23. April 2007 wurde bekanntgegeben, dass Premierminister Shinzō Abe Tōyako als Tagungsort für den 34. G8-Gipfel vom 7. bis 9. Juli 2008 ausgewählt hat.

## Verkehr
Die beiden Haltestellen Tōya und Signalwerk Kita-irie liegen an der Muroran-Hauptlinie, die Oshamanbe und Muroran mit Iwamizawa verbindet. Die Nationalstraßen 37 und 230 sowie die Dōō-Autobahn durchqueren Tōyako.

## Wirtschaft
Nach dem Zensus von 2000 ist mit 68,8 % Gesamtanteil an der Wirtschaft der dritte Sektor in Form von tourismusabhängigen Dienstleistern der bedeutendste Einnahmezweig. Das produzierende Gewerbe hat mit 23 % Anteil nur wenig Bedeutung; zu nennen ist die Lebensmittelherstellung. Die seit der Meiji-Zeit ansässige Iodgewinnung (aus Tang) und Flachsverarbeitung ist seit den 1960ern verschwunden. Von 1905 bis 1971 gab es ein Eisenerzbergwerk. Schwerindustrie oder chemische Industrie ist nicht anzutreffen. Mit 8,1 % sind Landwirtschaft (Viehzucht, Anbau von Getreide, Kartoffeln, Gemüse usw.) und Fischerei (Lachs, Kabeljau) zwar vorhanden, spielen aber keine nennenswerte Rolle.

## Sehenswürdigkeiten
Außer den Naturschönheiten des Sees und des Shikotsu-Tōya-Nationalparks verfügt der Ort auch über vulkanische Quellen (Onsen). Die Region zieht sowohl Sommertouristen als auch Wintersportler an.
Mit der Tōyamura International Sculpture Biennale findet seit 1993 eine zweijährliche Kunstausstellung für Kleinplastiken und -skulpturen statt.

## Angrenzende Städte und Gemeinden
- Date
- Toyoura
- Rusutsu
- Sōbetsu
- Makkari